# Петриков, Сергей Сергеевич
Серге́й Серге́евич Пе́триков (род. 16 мая 1974) — российский врач-нейрореаниматолог. Директор ГБУЗ «Научно-исследовательский институт скорой помощи им. Н. В. Склифосовского Департамента здравоохранения города Москвы» с 4 июля 2017 года. Специалист в области нейромониторинга и интенсивной терапии больных с внутричерепными кровоизлияниями. Профессор РАН (2016), действительный член РАН (2025; член-корреспондент 2019). Заместитель директора – руководитель Регионального сосудистого центра НИИ скорой помощи им. Н. В. Склифосовского (январь 2012 — октябрь 2016).

## Образование
В 1997 году окончил с отличием ММА им. И.М. Сеченова (Первый московский государственный медицинский университет имени И. М. Сеченова), после чего проходил интернатуру на базе отделения реанимации и интенсивной терапии для нейрохирургических больных. 
В 2002 году защитил кандидатскую диссертацию по теме «Профилактика и лечение пневмонии у больных с внутричерепными кровоизлияниями».
В 2009 году защитил докторскую диссертацию «Коррекция вторичных повреждений головного мозга у больных с внутричерепными кровоизлияниями». 

## Профессиональная деятельность

### Как практикующего врача
С момента окончания интернатуры работает врачом. Ныне — практикующий врач-нейрореаниматолог высшей категории.
По результатам диссертационной работы в отделении нейрореанимации был сформирован комплекс мероприятий интенсивной терапии, позволивший значительно уменьшить летальность у больных, находящихся в критическом состоянии.
Принимает активное участие как в процессе внедрения в лечебный процесс современных методов профилактики, диагностики и лечения острых нарушений мозгового кровообращения и острого коронарного синдрома, так и в координации мер по профилактике, диагностике и лечению сосудистых заболеваний в Москве.

### Как администратора
В 2011 году возглавил головной Региональный сосудистый центр, расположенный на базе НИИ скорой помощи им. Н. В. Склифосовского (Московский городской научно-исследовательский институт скорой помощи имени Н. В. Склифосовского).
C 4 июля 2017 года — директор Института Склифосовского.
Президент межрегиональной общественной организации «Объединение нейроанестезиологов и нейрореаниматологов».

### Как педагога и наставника
Наряду с работой практикующего врача и администратора, является профессором кафедры нейрохирургии и нейрореанимации Российского университета медицины (ранее именовавшегося Московским государственным медико-стоматологическим университетом). 

## Научные публикации
Автор более 150 опубликованных научных статей, соавтор Национального руководства по интенсивной терапии, ряда изобретений, трёх практических руководств и трёх учебных пособий по лечению пациентов с внутричерепными кровоизлияниями. 
На его счету ряд патентов, в том числе:
- Способ контроля внутричерепного давления при проведении гипербарической оксигенации в условиях искусственной вентиляции легких у больных с внутричерепными кровоизлияниями, находящихся в критическом состоянии;
- Способ диагностики неконтролируемой внутричерепной гипертензии, требующей проведения декомпрессивной трепанации черепа, у больных с внутричерепными кровоизлияниями, находящихся в критическом состоянии.

Входит в редакционную коллегию журнала «Нейрохирургия».